# Sazeutina
Sazeutina, pleme Nahane Indijanaca, porodica athapaskan, koji su naseljavali kraj između rijeka Dease i Black u kanadskoj provinciji Britanska Kolumbija. Godine 1887. bilo ih je svega 94. Emile Petitot ih smatra udaljenim ogrankom Sekana, jednog drugog athapaskanskog plemena.
Rani autori nazivali su ih i Sicannees (Dall), Thikanies (Hardisty 1872), Sa-ze-oo-ti-na (Dawson)